# لارا موری
لارا موری (انگلیسی: Lara Mori؛ زادهٔ ۲۶ ژوئیهٔ ۱۹۹۸) ژیمناست هنری اهل ایتالیا است. وی نماینده ایتالیا در بازی‌های المپیک تابستانی ۲۰۲۰ بود.